# Polymerurus
Polymerurus is een geslacht van buikharigen uit de familie Chaetonotidae. De wetenschappelijke naam van het geslacht werd in 1927 voor het eerst geldig gepubliceerd door Adolf Remane.

## Soorten[2]
- Polymerurus andreae Hochberg, 2005
- Polymerurus biroi (Daday, 1897)
- Polymerurus callosus Brunson, 1950
- Polymerurus corumbensis Kisielewski, 1991
- Polymerurus elongatus (Daday, 1905)
- Polymerurus entzii (Daday, 1882)
- Polymerurus hystrix (Daday, 1910)
- Polymerurus longicaudatus (Tatem, 1867)
- Polymerurus magnus Visvesvara, 1963
- Polymerurus nodicaudus (Voigt, 1901)
- Polymerurus nodifurca (Marcolongo, 1910)
- Polymerurus paraelongatus Grosso & Drahg, 1986
- Polymerurus rhomboides (Stokes, 1887)
- Polymerurus serraticaudus (Voigt, 1901)
- Polymerurus squammofurcatus (Preobrajenskaja, 1926)

### Taxon inquirendum
- Polymerurus macracanthus (Lauterborn, 1894)
- Polymerurus macrurus (Collin, 1898)

### Nomen nudum
- Polymerurus hirsutus Remane, 1929

### Synoniemen
- Polymerurus delamarei Renaud-Mornant, 1968 => Musellifer delamarei (Renaud-Mornant, 1968)
- Polymerurus elongatum (Daday, 1905) => Polymerurus elongatus (Daday, 1905)
- Polymerurus marcolongae Grosso, 1975 => Polymerurus rhomboides (Stokes, 1887)
- Polymerurus oligotrichus Remane, 1927 => Polymerurus rhomboides (Stokes, 1887)
- Polymerurus ringueleti Grosso, 1975 => Polymerurus nodifurca (Marcolongo, 1910)
- Polymerurus tesselatus Renaud-Mornant, 1968 => Draculiciteria tesselata (Renaud Mornant, 1968)